# Văn phòng Đoàn đại biểu quốc hội và Hội đồng nhân dân thành phố Hà Nội
Văn phòng Đoàn đại biểu quốc hội và Hội đồng nhân dân thành phố Hà Nội là cơ quan giúp việc của Đoàn đại biểu Quốc hội và Hội đồng nhân dân thành phố Hà Nội có nhiệm vụ tham mưu và tổ chức phục vụ hoạt động của Đoàn đại biểu Quốc hội, Trưởng Đoàn, Phó Trưởng Đoàn đại biểu Quốc hội, đại biểu Quốc hội, Hội đồng nhân dân, Thường trực Hội đồng nhân dân, Ban của Hội đồng nhân dân và đại biểu Hội đồng nhân dân thành phố Hà Nội.
Văn phòng Đoàn đại biểu Quốc hội và Hội đồng nhân dân có tư cách pháp nhân, có con dấu và được mở tài khoản tại Kho bạc nhà nước theo quy định của pháp luật.
Văn phòng Đoàn đại biểu Quốc hội và Hội đồng nhân dân làm việc theo chế độ thủ trưởng. Chánh Văn phòng là người đứng đầu Văn phòng, điều hành công việc chung của Văn phòng và chịu trách nhiệm trước Thường trực Hội đồng nhân dân, Trưởng Đoàn, Phó Trưởng Đoàn đại biểu Quốc hội và trước pháp luật về toàn bộ hoạt động của Văn phòng. Các Phó Chánh Văn phòng giúp Chánh Văn phòng thực hiện nhiệm vụ theo phân công của Chánh Văn phòng.

## Nhiệm vụ
Văn phòng Đoàn đại biểu quốc hội và Hội đồng nhân dân thành phố Hà Nội có nhiệm vụ:
1. Tổ chức phục vụ hoạt động của Đoàn đại biểu Quốc hội, Trưởng Đoàn, Phó Trưởng Đoàn đại biểu Quốc hội và đại biểu Quốc hội:
  - Tham mưu xây dựng chương trình làm việc, kế hoạch hoạt động hàng tháng, hàng quý, sáu tháng và cả năm của Đoàn đại biểu Quốc hội; tổ chức phục vụ việc thực hiện chương trình, kế hoạch đã được phê duyệt;
  - Phục vụ Đoàn đại biểu Quốc hội, đại biểu Quốc hội trực tiếp đóng góp ý kiến, tổ chức lấy ý kiến đóng góp vào dự án Luật, dự án Pháp lệnh, dự thảo Nghị quyết và các văn bản khác theo yêu cầu của Uỷ ban thường vụ Quốc hội;
  - Phục vụ Đoàn đại biểu Quốc hội, đại biểu Quốc hội trong hoạt động giám sát; theo dõi, đôn đốc các cơ quan, tổ chức và cá nhân thực hiện kiến nghị trong kết luận giám sát;
  - Phục vụ Đoàn đại biểu Quốc hội, đại biểu Quốc hội tiếp công dân, tiếp nhận, xử lý kiến nghị, đơn thư khiếu nại, tố cáo của công dân; theo dõi, đôn đốc việc giải quyết khiếu nại, tố cáo và kiến nghị của công dân;
  - Phối hợp với các cơ quan, tổ chức hữu quan phục vụ đại biểu Quốc hội tiếp xúc cử tri; giúp Trưởng Đoàn đại biểu Quốc hội xây dựng báo cáo tổng hợp ý kiến, kiến nghị của cử tri gửi Uỷ ban thường vụ Quốc hội và cơ quan, tổ chức có trách nhiệm xem xét giải quyết;
  - Giúp Trưởng Đoàn, Phó Trưởng Đoàn đại biểu Quốc hội tổng hợp tình hình hoạt động của Đoàn để báo cáo Uỷ ban thường vụ Quốc hội, giữ mối liên hệ với các đại biểu Quốc hội; phục vụ Đoàn đại biểu Quốc hội, đại biểu Quốc hội tại kỳ họp Quốc hội và hoạt động đối ngoại.
2. Tổ chức phục vụ hoạt động của Hội đồng nhân dân, Thường trực Hội đồng nhân dân, Ban của Hội đồng nhân dân và đại biểu Hội đồng nhân dân:
  - Tham mưu xây dựng chương trình làm việc, kế hoạch hoạt động hàng tháng, hàng quý, sáu tháng và cả năm của Hội đồng nhân dân, Thường trực Hội đồng nhân dân, Ban của Hội đồng nhân dân; tổ chức phục vụ việc thực hiện chương trình, kế hoạch đã được phê duyệt;
  - Tham mưu, phục vụ Thường trực Hội đồng nhân dân điều hành công việc chung của Hội đồng nhân dân; điều hoà, phối hợp hoạt động các Ban của Hội đồng nhân dân; bảo đảm việc thực hiện quy chế hoạt động của Hội đồng nhân dân, Thường trực Hội đồng nhân dân, Ban của Hội đồng nhân dân, nội quy kỳ họp Hội đồng nhân dân; giúp Thường trực Hội đồng nhân dân giữ mối liên hệ với Tổ đại biểu và đại biểu Hội đồng nhân dân; phục vụ Hội đồng nhân dân, Thường trực Hội đồng nhân dân, Ban của Hội đồng nhân dân trong hoạt động đối ngoại;
  - Giúp Thường trực Hội đồng nhân dân xây dựng chương trình, tổ chức phục vụ kỳ họp Hội đồng nhân dân, cuộc họp của Thường trực Hội đồng nhân dân và Ban của Hội đồng nhân dân; đôn đốc cơ quan, tổ chức hữu quan chuẩn bị tài liệu phục vụ kỳ họp Hội đồng nhân dân, cuộc họp của Thường trực Hội đồng nhân dân, cuộc họp Ban của Hội đồng nhân dân;
  - Giúp Thường trực Hội đồng nhân dân, Ban của Hội đồng nhân dân xây dựng báo cáo công tác; phục vụ Ban của Hội đồng nhân dân thẩm tra đề án, báo cáo, dự thảo nghị quyết; giúp Thư ký kỳ họp Hội đồng nhân dân hoàn chỉnh Nghị quyết của Hội đồng nhân dân; giúp Thường trực Hội đồng nhân dân hoàn thiện các nghị quyết của Hội đồng nhân dân;
  - Phục vụ Hội đồng nhân dân, Thường trực Hội đồng nhân dân, Ban của Hội đồng nhân dân và đại biểu Hội đồng nhân dân trong hoạt động giám sát; theo dõi, đôn đốc cơ quan, tổ chức và cá nhân thực hiện kiến nghị trong kết luận giám sát;
  - Phục vụ Hội đồng nhân dân, Thường trực Hội đồng nhân dân, Ban của Hội đồng nhân dân và đại biểu Hội đồng nhân dân tiếp công dân, tiếp nhận, xử lý kiến nghị, đơn thư khiếu nại, tố cáo của công dân; theo dõi, đôn đốc việc giải quyết khiếu nại, tố cáo và kiến nghị của công dân;
  - Phối hợp với cơ quan, tổ chức hữu quan phục vụ đại biểu Hội đồng nhân dân tiếp xúc cử tri; giúp Thường trực Hội đồng nhân dân tổng hợp ý kiến, kiến nghị của cử tri và gửi cơ quan, tổ chức có trách nhiệm xem xét giải quyết;
  - Phục vụ Thường trực Hội đồng nhân dân tổ chức lấy ý kiến đóng góp vào dự án Luật, dự án Pháp lệnh và các văn bản khác theo yêu cầu của Ủy ban thường vụ Quốc hội;
  - Phục vụ Thường trực Hội đồng nhân dân trong công tác bầu cử đại biểu Quốc hội và bầu cử đại biểu Hội đồng nhân dân các cấp; phê chuẩn kết quả bầu Chủ tịch, Phó Chủ tịch và Ủy viên thường trực Hội đồng nhân dân cấp huyện, quận và thị xã;
  - Phục vụ Thường trực Hội đồng nhân dân, Ban của Hội đồng nhân dân trong công tác giao ban, trao đổi kinh nghiệm, bồi dưỡng kỹ năng hoạt động cho đại biểu Hội đồng nhân dân các cấp.
3. Phục vụ Đoàn đại biểu Quốc hội, Trưởng Đoàn, Phó Trưởng Đoàn đại biểu Quốc hội, Hội đồng nhân dân, Thường trực Hội đồng nhân dân, Ban của Hội đồng nhân dân giữ mối liên hệ công tác với các cơ quan Trung ương và các tỉnh, thành phố trực thuộc trung ương, Thường trực Tỉnh ủy, Thành ủy, Ủy ban nhân dân, Ủy ban Mặt trận Tổ quốc Việt Nam, Tòa án nhân dân, Viện kiểm sát nhân dân và các cơ quan, tổ chức, đoàn thể ở Hà Nội;
4. Phục vụ Trưởng Đoàn đại biểu Quốc hội, Thường trực Hội đồng nhân dân lập dự toán kinh phí hoạt động hàng năm, tổ chức thực hiện, quản lý kinh phí hoạt động của Đoàn đại biểu Quốc hội và kinh phí hoạt động của Hội đồng nhân dân;
5. Bảo đảm điều kiện hoạt động của Đoàn đại biểu Quốc hội, Trưởng Đoàn, Phó Trưởng Đoàn đại biểu Quốc hội, đại biểu Quốc hội, Hội đồng nhân dân, Thường trực Hội đồng nhân dân, Ban của Hội đồng nhân dân, Tổ đại biểu Hội đồng nhân dân và đại biểu Hội đồng nhân dân; phục vụ Trưởng Đoàn đại biểu Quốc hội và Thường trực Hội đồng nhân dân thực hiện chế độ, chính sách đối với đại biểu Quốc hội và đại biểu Hội đồng nhân dân;
6. Quản lý cơ sở vật chất, hoạt động nghiên cứu khoa học, công tác hành chính, lưu trữ, bảo vệ và lễ tân của cơ quan, của Đoàn đại biểu Quốc hội và Hội đồng nhân dân;
7. Tham gia xây dựng quy hoạch, kế hoạch đào tạo, bồi dưỡng và thực hiện việc quản lý cán bộ, công chức, viên chức của Văn phòng Đoàn đại biểu Quốc hội và Hội đồng nhân dân theo quy định của pháp luật;
8. Thực hiện các nhiệm vụ khác do Trưởng Đoàn, Phó Trưởng Đoàn đại biểu Quốc hội, Thường trực Hội đồng nhân dân giao.

## Tổ chức
Văn phòng Đoàn đại biểu Quốc hội và Hội đồng nhân dân thành phố Hà Nội gồm:
- Lãnh đạo Văn phòng
Chánh văn phòng
Phó Chánh văn phòng
- Phòng chuyên môn
Phòng Công tác Đại biểu Quốc hội
Phòng Công tác Hội đồng nhân dân
Phòng Công tác Tiếp công dân
Phòng Hành chính - Tổ chức - Quản trị

Cơ cấu tổ chức Văn phòng hiện nay: 
| Lãnh đạo Văn phòng | Lãnh đạo Văn phòng                    | Lãnh đạo Văn phòng  | Lãnh đạo Văn phòng   |
| STT                | Chánh Văn phòng                       | Phó Chánh văn phòng | Ghi chú              |
| ------------------ | ------------------------------------- | ------------------- | -------------------- |
| 1                  | Bùi Đức Hiếu                          | Nguyễn Xuân Diên    |                      |
| 1                  | Bùi Đức Hiếu                          | Vũ Quang Chinh      |                      |
| Phòng chuyên môn   |                                       |                     |                      |
| STT                | Phòng                                 | Trưởng phòng        | Phó Trưởng phòng     |
| 2                  | Phòng Công tác Đại biểu Quốc hội      | Nguyễn Văn Hòa      | Lê Minh Tú           |
| 2                  | Phòng Công tác Đại biểu Quốc hội      | Nguyễn Văn Hòa      | Võ Hoài Thương       |
| 3                  | Phòng Công tác Hội đồng nhân dân      | Nguyễn Quang Thắng  | Ngô Minh Hoàng       |
| 3                  | Phòng Công tác Hội đồng nhân dân      | Nguyễn Quang Thắng  | Vũ Thị Phương Thảo   |
| 3                  | Phòng Công tác Hội đồng nhân dân      | Nguyễn Quang Thắng  | Hoàng Thị Tú Anh     |
| 3                  | Phòng Công tác Hội đồng nhân dân      | Nguyễn Quang Thắng  | Đoàn Việt Cường      |
| 3                  | Phòng Công tác Hội đồng nhân dân      | Nguyễn Quang Thắng  | Lâm Thị Quỳnh Dao    |
| 4                  | Phòng Công tác Tiếp công dân          | Nguyễn Bích Thủy    | Nguyễn Thị Hồ Điệp   |
| 4                  | Phòng Công tác Tiếp công dân          | Nguyễn Bích Thủy    | Phạm Thị Thanh Hương |
| 5                  | Phòng Hành chính - Tổ chức - Quản trị | Nguyễn Thị Oanh     | Phạm Anh Tuấn        |
| 5                  | Phòng Hành chính - Tổ chức - Quản trị | Nguyễn Thị Oanh     | Đoàn Anh Tuấn        |
| 5                  | Phòng Hành chính - Tổ chức - Quản trị | Nguyễn Thị Oanh     | Nguyễn Thị Hồng Vân  |

## Đoàn đại biểu Quốc hội Hà Nội
Hiện tại đoàn đại biểu Quốc hội thành phố Hà Nội có 29 đại biểu thuộc 10 đơn vị bầu cử trên địa bàn thành phố.
Lãnh đạo đoàn đại biểu bao gồm trưởng đoàn và phó trưởng đoàn. Trưởng đoàn là Bí thư thành ủy Phạm Quang Nghị, phó trưởng đoàn là Nguyễn Thị Hồng Hà và Chu Sơn Hà.